# Heinrich Friedrich Gottlob Flinsch

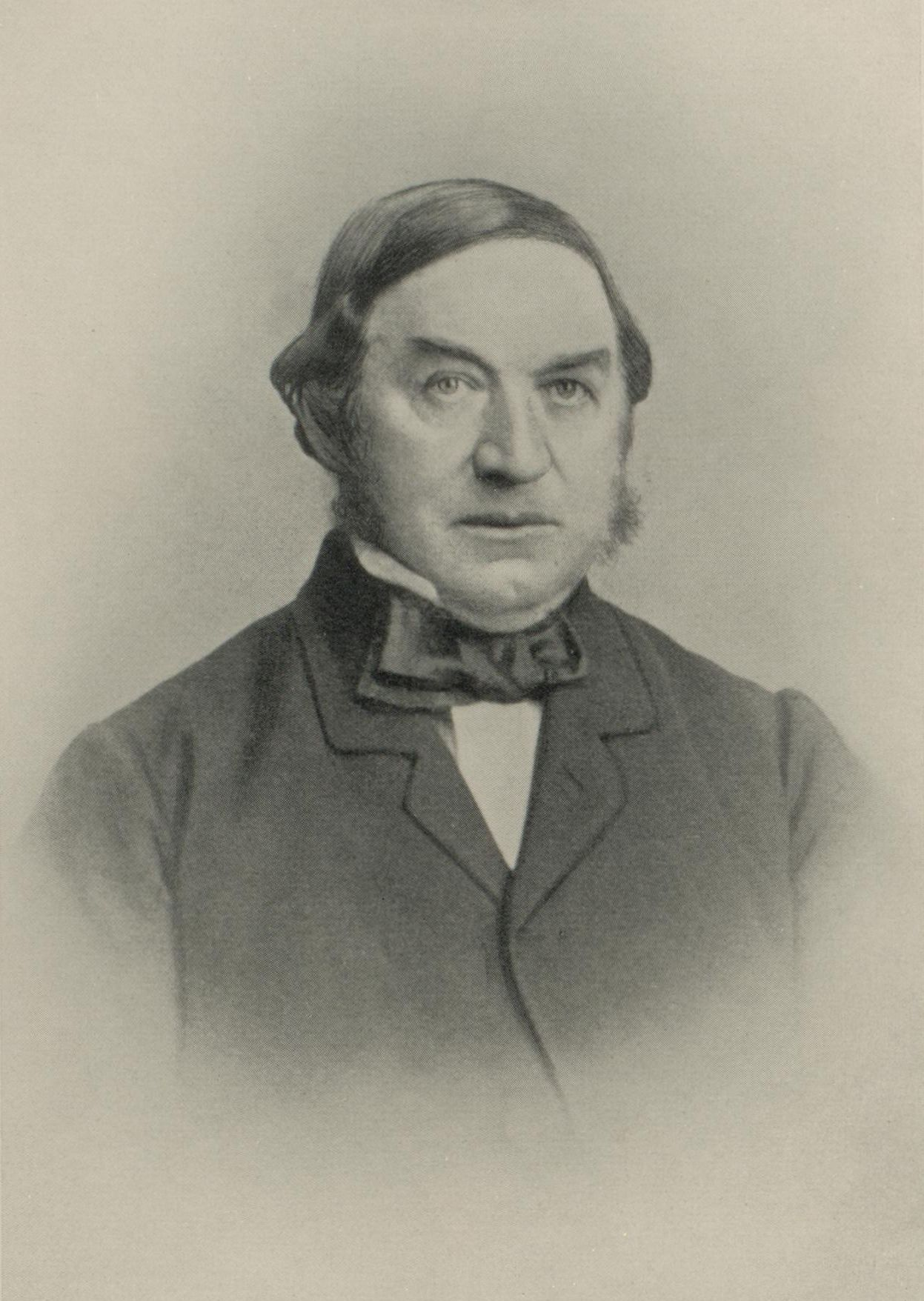
Heinrich Friedrich Gottlob Flinsch

Heinrich Friedrich Gottlob Flinsch (* 21. März 1802 in Blankenberg; † 20. Januar 1865 in Frankfurt am Main) war ein deutscher Papierhändler, Mitgründer des Ferdinand-Flinsch-Papierhandels mit Hauptsitz in Frankfurt am Main und Käufer der Frankfurter Dresslerschen Gießerei.

## Familie
Sein Vater Adam Erdmann (1757–1828) war Pächter einer Papiermühle in Blankenberg und hatte mehrere Kinder. Der älteste Sohn war Ferdinand Traugott Flinsch (1792–1849), ein deutscher Unternehmer, Papierfabrikant und Papierhändler. Er war der Begründer der ehemals an verschiedenen Orten Deutschlands beheimateten Papierhandelshäuser Flinsch. 1819 gründete er gemeinsam mit seinem jüngeren Bruder Heinrich das Papierhandelshaus Flinsch in Leipzig. 1821 nahmen die beiden Inhaber noch ihren Bruder Carl August (1799–1877) in das Geschäft mit auf.

## Flinsch Papierhandel in Frankfurt am Main
1827 wurde ein Zweiggeschäft in Offenbach am Main eröffnet, das 1828 nach Frankfurt am Main verlegt wurde und dessen Leitung Heinrich Friedrich Gottlob Flinsch übernahm. Er zog von Leipzig nach Frankfurt und wurde so zum Begründer des süddeutschen Stammes Flinsch, der seinen Hauptsitz in Frankfurt am Main hat und Handelsniederlassungen unter dem Namen Ferdinand Flinsch in Stuttgart, München und Düsseldorf unterhielt.

## Ferdinand Flinsch – Papierhersteller
1834 wurde sein Bruder Ferdinand Traugott Flinsch auch noch Produzent. Er übernahm die Papiermühle in Penig von Gustav Franz Käferstein und ließ dort eine englische Papiermaschine aufstellen. Von 1842 bis 1843 baute Ferdinand Traugott Flinsch gemeinsam mit seinem weiteren Bruder Johann Christian auch die väterliche Papiermühle in Blankenberg, deren Mitinhaber er inzwischen geworden war, zu einer Maschinenpapierfabrik um. Ferdinand Traugott Flinsch starb am 11. November 1849 in Leipzig im Alter von nur 57 Jahren. Das Leipziger Geschäft mit den Papierfabriken in Blankenberg und Penig ging nach seinem Tod auf seinen Bruder Carl August, seinen ältesten Sohn Gustav Ferdinand († 1875), seine Tochter und seine Witwe Henriette (1798–1861) über, die er 1820 in Leipzig als Tochter des Ratsbuchhalters Gottlieb Winkler geheiratet hatte. Ihr Sohn Alexander Flinsch (1834–1912) übernahm das Berliner Papierwerk und machte sich zusätzlich einen Namen als anerkannter Kunstmaler. 1872, 22 Jahre nach dem frühen Tod des Ferdinand Traugott Flinsch, wurde dann aus der Papiermühle in Penig eine Aktiengesellschaft geformt. Zu den Gründern der AG zählte u. a. der Verleger und Buchhändler Rud. Brockhaus, Leipzig (AR-Mitglied). Seinerzeit war sie die größte Papierfabrik in Sachsen. Die AG übernahm die Papier-, Strohstoff- und Gasfabrik von Ferdinand Flinsch. Sie besaß weitere Papierfabriken in Reisewitz und Wilischthal/Zschopau, eine Hadersortieranstalt in Geithain und eine Holzstofffabrik in Wolkenstein. Zuletzt waren im AR vertreten: die Aschaffenburger Zellstoffwerke AG, die Dresdner Bank und die Allgemeine Deutsche Credit-Anstalt. Börsennotiz Dresden, später Leipzig. Die Papierfabrik ist heute ein Werk von Technocell-Dekor, einer 100%igen Tochter der Felix Schoeller Gruppe, Osnabrück. Es werden ausschließlich hochtechnologische Spezialpapiere zur Oberflächenveredelung von Holzwerkstoffen, z. B. Span- und Faserplatten gefertigt und weltweit geliefert.

## Dresslersche Gießerei nachmalig Flinsch
Bruder Heinrich Friedrich Gottlob Flinsch (1802–1865) heiratete Ernestine Johanna Elisabetha Eheodore Friederike Heyer und erwarb 1859 in Frankfurt die Dresslersche Gießerei, die 1827 gegründet worden war. 1864 wird sein Sohn Heinrich Karl Ferdinand Gottlob Flinsch (* 2. Juli 1839–1921) Teilhaber. 1865, im Gründungsjahr der Filiale in St. Petersburg, stirbt der Vater Heinrich Friedrich Gottlob Flinsch.

## Schriftgießerei Flinsch in Frankfurt am Main
Der Sohn Heinrich Karl Ferdinand Gottlob Flinsch (1839–1921) wird alleiniger Inhaber. Ab 1868 löst er sich von seinen Wurzeln als Erbe eines Papierfabrikanten und firmierte das Unternehmen als Schriftgießerei Flinsch um, das sich im 19. Jahrhundert unter zu einem Weltunternehmen mauserte. Im Frankfurter-Nordend entstand aus der Schriftgießerei Dressler in der Straße „Eisernen Hand 12“, eine Querstraße der Eckenheimer Landstraße, einer der wenigen bedeutenden Industriebetriebe der Freien Stadt Frankfurt. Bereits 1867 stellten hier 250 Arbeiter und Angestellte rund 2,5 Millionen Lettern pro Woche her. 1872 wird die erste Komplettgießmaschine in Deutschland installiert. Die Gießerei umfasst bald 85 Gießmaschinen (darunter 15 Komplettmaschinen), über 100000 Stahlstempel, über 200000 Matrizen, (darunter viele aus Stahl und Neusilber), galvanoplastische Anstalt mit 2 Dynamomaschinen, eigene Tischlerei zur Anfertigung der Einrichtung von Buchdruckereien, sowie aller Holzgeräte, Setzkästen, Regale, eigenes Schmelzwerk zur Läuterung und Legierung der zu verarbeitenden Metalle. Die Schriftgießerei Flinsch hatte seit 1865 eine Zweigniederlassung in Petersburg mit 12 Gießmaschinen und Agenturen in Athen, Barcelona, Budapest, Bukarest, Florenz, Genf, Kopenhagen, Lissabon, London. Erst 1912 wird die Filiale in St. Petersburg an H. Berthold AG verkauft, die dann später 1993 selbst liquidiert wurde.
Sein Sohn Heinrich Karl Ferdinand Gottlob Flinsch (1839–1921) war auch 25 Jahre Stadtrat der Stadt Frankfurt am Main, Abgeordneter im Preußischen Abgeordnetenhaus und ließ sich 1869 vom berühmten Architekten Carl Jonas Mylius eine Villa im Frankfurter Westend, in der nach seinem Verwandten Heinrich Mylius, ursprünglich Heinrich Müller (1769–1854) genannten Myliusstraße 25, erbauen. In Königstein ließ er sich 1899 unterhalb des Rombergs am Rombergweg eine Sommervilla errichten, die später der Frankfurter Kaufhauskönig Hermann Wronker erwarb. Sein jüngerer Bruder Wilhelm Flinsch († 1928), Teilhaber und Kommerzienrat ließ sich 1873 in der Westendstraße 61 von den Architekten Mylius & Bluntschli eine Villa errichten.

## Bauersche Schriftgießerei fusioniert mit Schriftgießerei Flinsch
1916, mitten im Ersten Weltkrieg, verkaufte er das Unternehmen an den jungen Kaufmann Georg Hartmann (1870–1954), der das Unternehmen mit seiner ebenfalls neuerworbenen Bauerschen Gießerei fusioniert und deren Geschäftssitz in einen Neubau nach Frankfurt-Bockenheim verlegte.

## Ehrung
In Frankfurt-Seckbach wurde nach der Schriftgießerei Flinsch, die sich im 19. Jahrhundert unter seinem Sohn Heinrich Karl Ferdinand Gottlob Flinsch (1839–1921) zu einem Weltunternehmen entwickelte, eine Straße genannt. Deren Ursprung liegt im Erwerb der Dresslersche Gießerei durch Heinrich Friedrich Gottlob Flinsch.

## Grabstätte

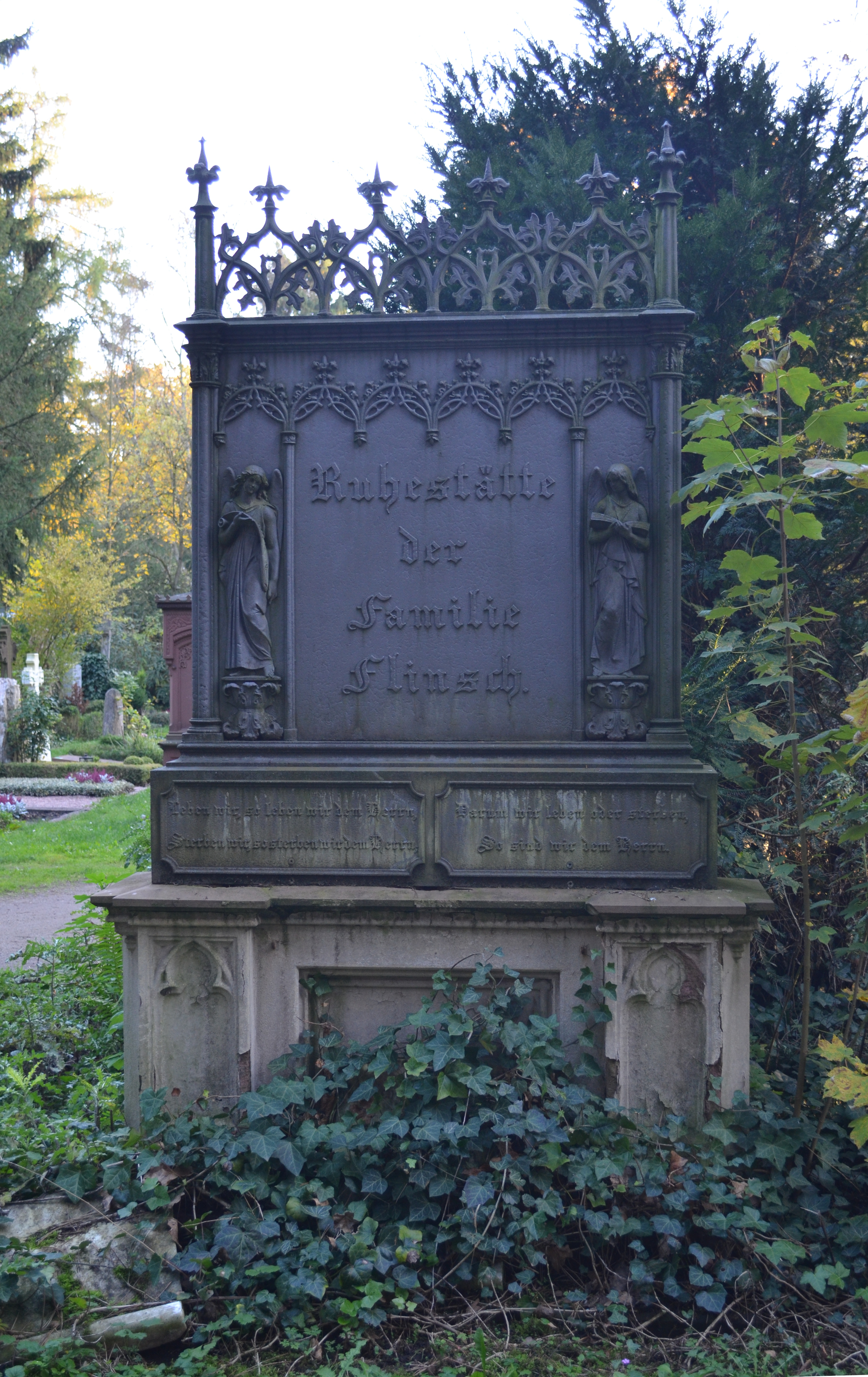
Familiengrab Flinsch auf dem Frankfurter Hauptfriedhof

Heinrich Friedrich Gottlob Flinsch wurde auf dem 1828 angelegten Frankfurter Hauptfriedhof, Gewann E 105, 106, bestattet. Die Familiengrabstätte ist noch heute vorhanden und steht unter Denkmalschutz.